# Vitznau-Rigi-Bahn
| Elektrische Triebwagen von 1937 oberhalb von Rigi Staffel |                                                         |                                                                                             |                                |
| |                                                         |                                                                                             |                                |
| Streckennummer (BAV): | 603 (Vitznau–Rigi Staffel) 602 (Rigi Staffel–Rigi Kulm) |                                                                                             |                                |
| Fahrplanfeld: | 603                                                     |                                                                                             |                                |
| Streckenlänge: | 6,975 km                                                |                                                                                             |                                |
| Spurweite: | 1435 mm (Normalspur)                                    |                                                                                             |                                |
| Stromsystem: | 1500 V =                                                |                                                                                             |                                |
| Maximale Neigung: | 250 ‰                                                   |                                                                                             |                                |
| Minimaler Radius: | 60 m                                                    |                                                                                             |                                |
| Zahnstangensystem: | Riggenbach                                              |                                                                                             |                                |
| Zweigleisigkeit: | Freibergen–Rigi Kaltbad                                 |                                                                                             |                                |
| |                                                         |                                                                                             |                                |
| Dampfzüge auf der Doppelspur unterhalb bei Rigi Kaltbad |                                                         |                                                                                             |                                |
| Vitznau–Rigi Kulm |                                                         |                                                                                             |                                |
| \| \| \| Vitznau Schifflände Vierwaldstättersee \| \| \| \| 0,0 \| Vitznau RB \| 435 m ü. M. \| \| \| \| Unterschwanden \| \| \| \| 1,2 \| Mittlerschwanden \| 685 m ü. M. \| \| \| \| Oberschwanden \| \| \| \| \| Schwandentunnel (67 m) \| \| \| \| \| Tunnelhüttli \| \| \| \| \| Schnurtobelbrücke (80 m) \| \| \| \| 2,1 \| Grubisbalm \| 910 m ü. M. \| \| \| 2,6 \| Freibergen \| 1026 m ü. M. \| \| \| 3,4 \| Romiti Felsentor \| 1195 m ü. M. \| \| \| \| \| \| \| \| 4,5 \| Rigi Kaltbad-First Anschluss an Luftseilbahn von Weggis (ehem. Rigi-Kaltbad-Scheidegg-Bahn) \| 1453 m ü. M. \| \| \| \| \| \| \| \| 5,0 \| Rigi Staffelhöhe \| 1550 m ü. M. \| \| \| \| Arth-Rigi-Bahn von Arth-Goldau \| \| \| \| 5,9 \| Rigi Staffel \| 1603 m ü. M. \| \| \| 6,8 \| Rigi Kulm \| 1752 m ü. M. \| \| \| \| Rigi Kulm \| 1797 m ü. M. \| |                                                         |                                                                                             |                                |
| |                                                         | Vitznau Schifflände Vierwaldstättersee                                                      |                                |
| Kopfbahnhof Streckenanfang | 0,0                                                     | Vitznau RB                                                                                  | 435 m ü. M.                    |
| Blockstelle |                                                         | Unterschwanden                                                                              | Unterschwanden                 |
| Haltepunkt / Haltestelle | 1,2                                                     | Mittlerschwanden                                                                            | 685 m ü. M.                    |
| Blockstelle |                                                         | Oberschwanden                                                                               | Oberschwanden                  |
| Tunnel |                                                         | Schwandentunnel (67 m)                                                                      | Schwandentunnel (67 m)         |
| Blockstelle |                                                         | Tunnelhüttli                                                                                | Tunnelhüttli                   |
| Brücke |                                                         | Schnurtobelbrücke (80 m)                                                                    | Schnurtobelbrücke (80 m)       |
| Haltepunkt / Haltestelle | 2,1                                                     | Grubisbalm                                                                                  | 910 m ü. M.                    |
| Bahnhof | 2,6                                                     | Freibergen                                                                                  | 1026 m ü. M.                   |
| Haltepunkt / Haltestelle | 3,4                                                     | Romiti Felsentor                                                                            | 1195 m ü. M.                   |
| |                                                         |                                                                                             |                                |
| Kopfbahnhof Streckenende und quer (Strecke außer Betrieb) · Bahnhof | 4,5                                                     | Rigi Kaltbad-First Anschluss an Luftseilbahn von Weggis (ehem. Rigi-Kaltbad-Scheidegg-Bahn) | 1453 m ü. M.                   |
| |                                                         |                                                                                             |                                |
| Haltepunkt / Haltestelle | 5,0                                                     | Rigi Staffelhöhe                                                                            | 1550 m ü. M.                   |
| Abzweig geradeaus und von rechts |                                                         | Arth-Rigi-Bahn von Arth-Goldau                                                              | Arth-Rigi-Bahn von Arth-Goldau |
| Bahnhof | 5,9                                                     | Rigi Staffel                                                                                | 1603 m ü. M.                   |
| Kopfbahnhof Streckenende | 6,8                                                     | Rigi Kulm                                                                                   | 1752 m ü. M.                   |
| |                                                         | Rigi Kulm                                                                                   | 1797 m ü. M.                   |

Die Vitznau-Rigi-Bahn (VRB), bis 1969 Rigibahn, ist eine schweizerische Normalspur-Zahnradbahn, welche von Vitznau auf die Rigi führt. Zusammen mit der Arth-Rigi-Bahn (ARB), die auf der anderen Bergseite verläuft, und der von Weggis kommenden Luftseilbahn Weggis–Rigi Kaltbad (LWRK) bildet sie seit 1992 die Rigi-Bahnen Aktiengesellschaft (RB).

## Geschichte

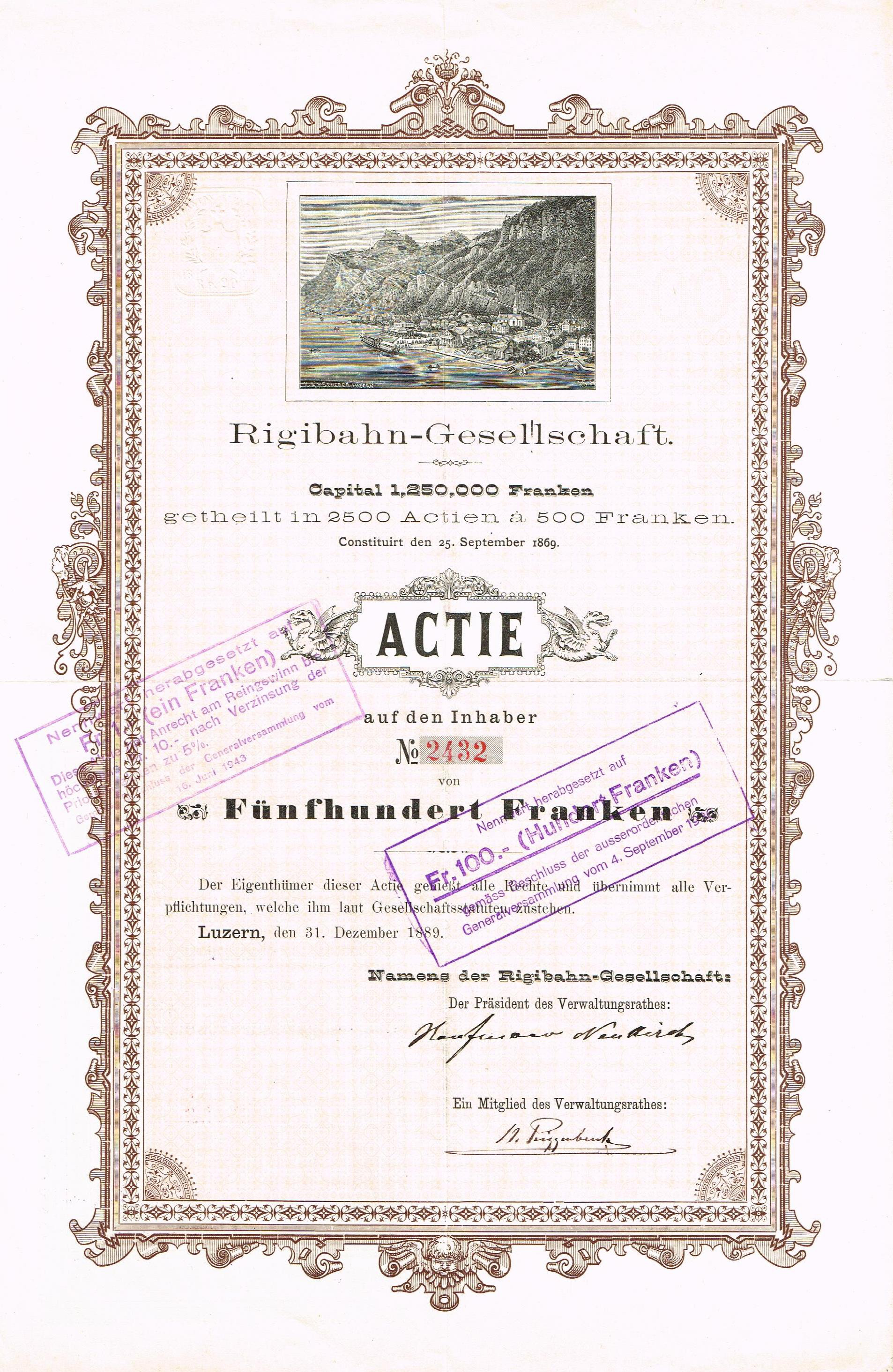
Aktie über 500 Franken der Rigibahn-Gesellschaft vom 31. Dezember 1889

Ein Zug der Vitznau-Rigi-Bahn beim Überqueren der Schnurtobelbrücke, im Hintergrund der Pilatus, Foto von Bruno Wehrli, 1906

Die Vitznau-Rigi-Bahn (VRB) wurde am 21. Mai 1871 unter dem Namen Rigibahn als erste Bergbahn Europas eröffnet. Die erste Zahnradbahn Europas hatte ihren Betrieb im Steinbruch von Ostermundigen bereits 1870 aufgenommen. Die Steinbruchbahn wurde aus Marketinggründen erst im Oktober 1871 offiziell eröffnet. Die Vitznau-Rigi-Bahn wurde von den Ingenieuren Niklaus Riggenbach, Ferdinand Adolf Naeff und Olivier Zschokke gebaut. Zuerst führte sie «nur» von Vitznau (439 m ü. M.) über Kaltbad (1453 m ü. M.) auf die Rigi Staffelhöhe (1550 m ü. M.). Per 27. Juni 1873 wurde die Bahn bis Rigi Kulm (1752 m ü. M.) verlängert. Dieser Abschnitt liegt auf dem Gebiet des Kantons Schwyz, für den die VRB keine Konzession besitzt. Die Strecke gehört der ARB und wurde von der Vitznau-Rigi-Bahn gepachtet. Die Strecke ist zumeist eingleisig; von der Bedarfshaltestelle Freibergen bis Rigi Kaltbad-First allerdings ist die Strecke schon seit 1874 zweigleisig angelegt.
In den ersten Jahren war die Rigibahn nur im Sommer in Betrieb. Nachdem sich der Wintersport allmählich entwickelt hatte, wurde auch der Winterbetrieb aufgenommen.
In Kaltbad begann die 1875 fertiggestellte schmalspurige Rigi-Kaltbad-Scheidegg-Bahn (RSB) zur Rigi Scheidegg. 1931 wurde diese Bahn stillgelegt und 1942 endgültig abgebrochen. In Kaltbad endet seit 1968 auch die von Weggis kommende, ebenso von der Rigi-Bahnen AG betriebene Luftseilbahn Weggis–Rigi Kaltbad (LWRK).
Auf Rigi Staffel verbinden sich die Gleise der (seit 1. Januar 1970 offiziell so genannten) Vitznau-Rigi-Bahn und der – seit 1875 ab Arth-Goldau – verkehrenden Arth-Rigi-Bahn. Die VRB benutzt das parallel führende Trassee der ARB zum gemeinsamen Endbahnhof Rigi Kulm. Beide Bahnen waren einst strikt getrennt und Konkurrenten. Als einzige Verbindung diente die Schiebebühne vor dem gemeinsamen Depotgebäude auf Rigi Kulm. Erst 1990 wurde in Rigi Staffel eine Gleisverbindung zwischen ARB und VRB hergestellt. Dies war der Anfang zur Fusionierung, die 1992 vollzogen wurde und auch die Luftseilbahn Weggis–Rigi Kaltbad (LWRK) enthält.
1937 stellte die VRB auf elektrischen Betrieb um, und die Strecke Vitznau–Rigi Kulm erhielt eine Fahrleitung (Oberleitung). 1959 wurde die Schiebebühne in Freibergen, 1961 die in Kaltbad durch eine Zahnstangenweiche ersetzt, an deren Stelle in den Jahren 2000 bzw. 2012 Biegeweichen eingebaut wurden. 2012 wurde die Bahnhofsanlage in Kaltbad insgesamt erneuert und auf zwei Gleise erweitert. Das Stationsgebäude Kaltbad wurde abgebrochen, im Mai 2014 mit dem Neubau begonnen, im September 2014 der Rohbau fertig gestellt und am 1. März 2015 das neue Stationsgebäude Kaltbad eingeweiht.

## Technische Daten
Die Bahn hat folgende technische Daten:

### Elektrischer Betrieb
| Einführung des elektrischen Betriebes | 3. Oktober 1937             |
| Anlagen für den elektrischen Betrieb  | drei Gleichrichterstationen |
| Speisung                              | Drehstrom 15 kV, 50 Hz      |
| Traktionsenergie                      | Gleichspannung 1500 V       |
| Leistung der Gleichrichterstationen   | 4000 kW                     |

### Geschwindigkeit
| Dampflokomotiven                 | 9 km/h             |
| Elektr. Triebfahrzeuge Bergfahrt | 18/23 km/h         |
| Elektr. Triebfahrzeuge Talfahrt  | 12/14 km/h         |
| Fahrzeit Vitznau–Rigi Kulm       | 30 Minuten         |
| Kapazität                        | ca. 850 Personen/h |

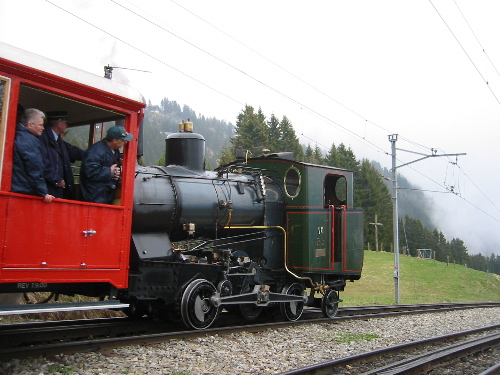
Dampflokomotive in Rigi Kaltbad
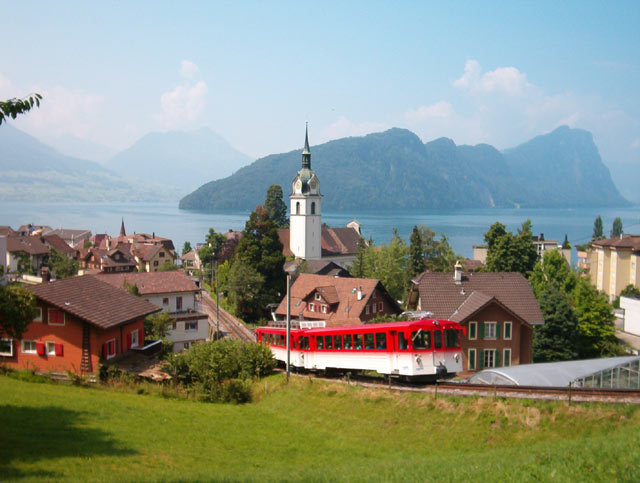
Triebwagenzug bei Vitznau
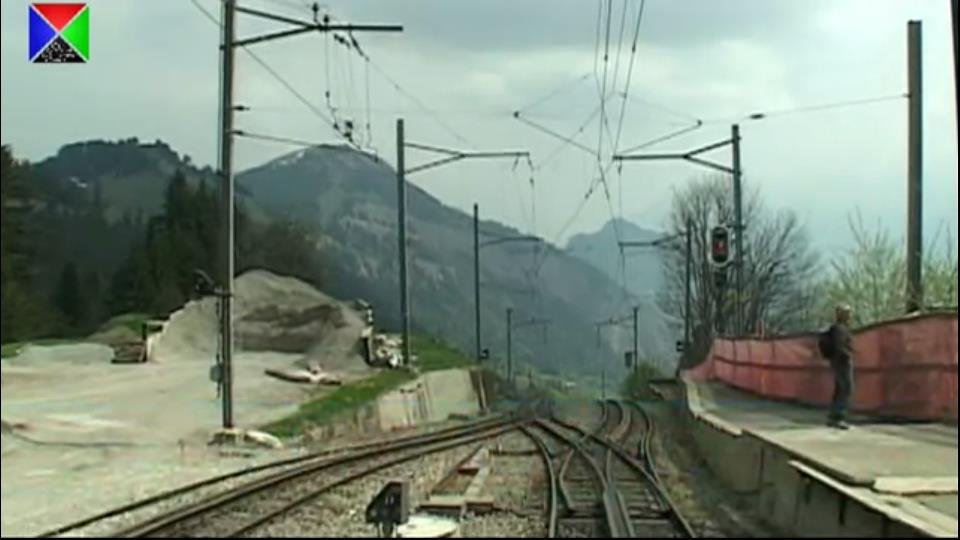
Zahnstangenweichen in Kaltbad, Zustand vor 2012
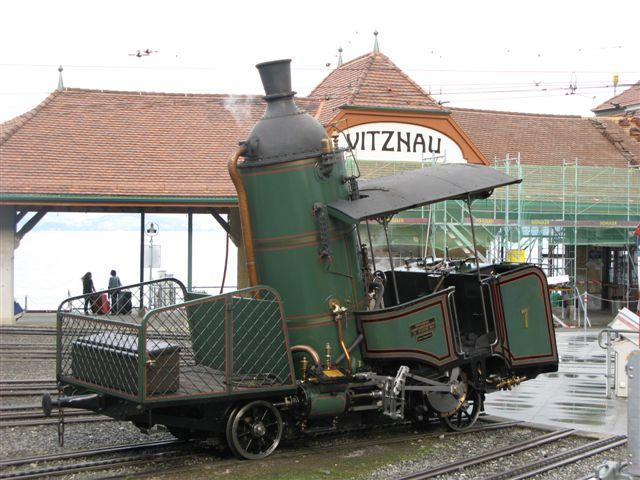
Zahnraddampflokomotive System Riggenbach, Vitznau-Rigi-Bahn
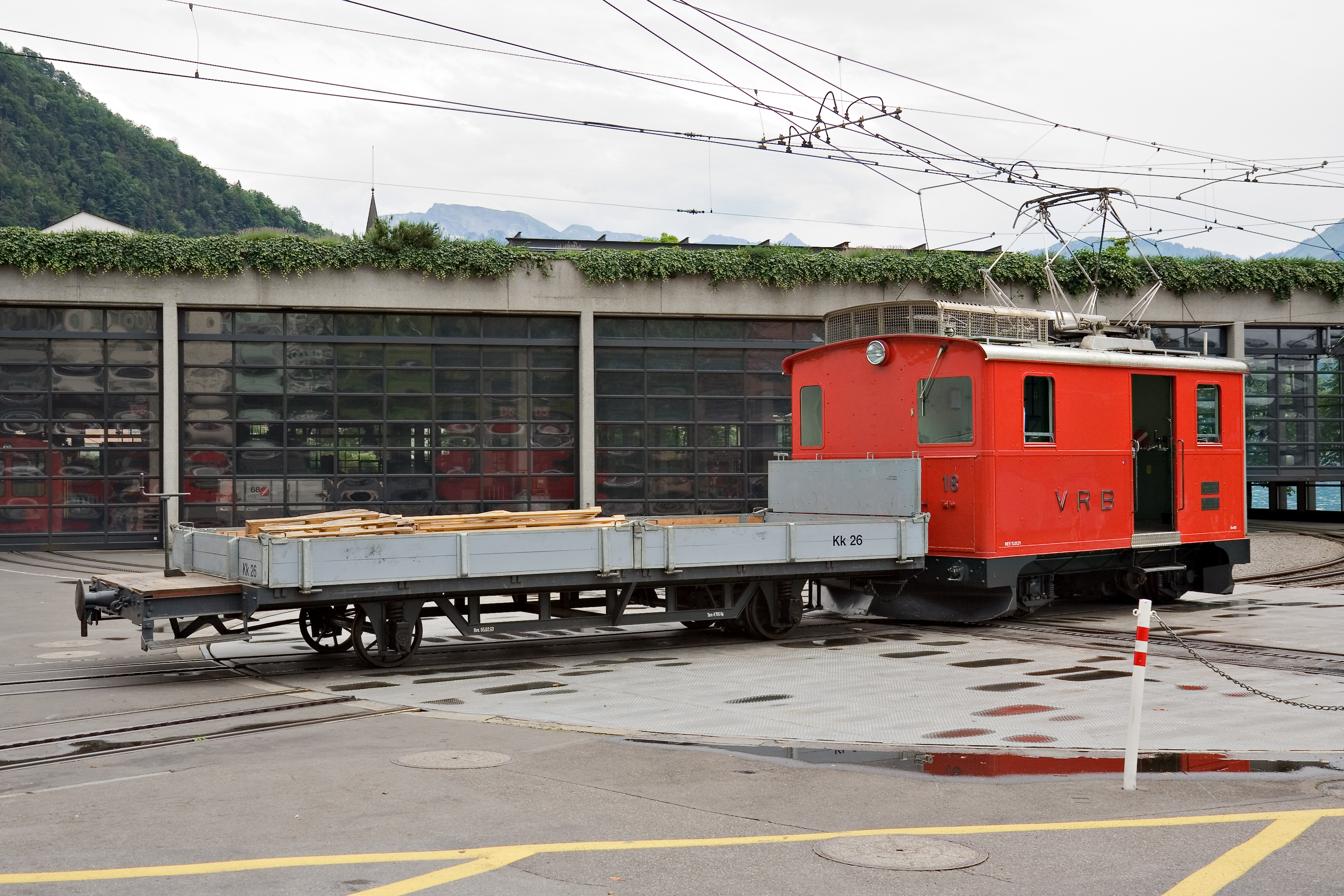
Eine Seltenheit ist die Drehscheibe der Talstation Vitznau mit einem geraden und einem gebogenen Gleis, um direkt von den Bahnsteiggleisen auf die seeseitigen Depotgleise 1 und 3 fahren zu können. (2021 wurde die Drehscheibe um ein weiteres Gleis erweitert, das ein direktes Fahren auf das Depotgleis 2 ermöglicht)

## Rollmaterial

### Übersichtstabelle
| Baureihe                                                                               | Baureihe    | Hersteller                | Baujahr     | Herkunft    | Stückzahl   | Stückzahl   | Ausrangiert    | Bemerkungen                                                     |
| Serie                                                                                  | Nummern     | Hersteller                | Baujahr     | Herkunft    | total       | 1992        | Ausrangiert    | Bemerkungen                                                     |
| Lokomotiven                                                                            | Lokomotiven | Lokomotiven               | Lokomotiven | Lokomotiven | Lokomotiven | Lokomotiven | Lokomotiven    | Lokomotiven                                                     |
| -------------------------------------------------------------------------------------- | ----------- | ------------------------- | ----------- | ----------- | ----------- | ----------- | -------------- | --------------------------------------------------------------- |
| H 1/2                                                                                  | 1–06        | SCB                       | 1870–1872   |             | 10          | hist. 1     | 1913–1937      |                                                                 |
| H 1/2                                                                                  | 7–10        | SLM                       | 1873        |             | 10          | hist. 1     | 1913–1937      |                                                                 |
| H 1/2                                                                                  | 11          | SLM                       | 1899        |             | 2           | 0           | 1938           |                                                                 |
| H 1/2                                                                                  | 12          | SLM                       | 1902        | 1946        | 2           | 0           |                |                                                                 |
| H 1/2                                                                                  | 14          | IGB Aarau                 | 1875        | ARB (1908)  | (Üb)01      | 0           | 1918           | ex ARB H 1/2 2                                                  |
| H 2/3                                                                                  | 15          | SLM                       | 1913        |             | 3           | 0           | 1941           |                                                                 |
| H 2/3                                                                                  | 16          | SLM                       | 1923        | 1           | 3           | → RB        |                |                                                                 |
| H 2/3                                                                                  | 17          | SLM                       | 1925        | 1           | 3           | → RB        |                |                                                                 |
| He 2/2                                                                                 | 18          | SLM/BBC                   | 1938        |             | 1           | 1           | → RB           | optional mit Schneeschleuder                                    |
| Triebwagen                                                                             |             |                           |             |             |             |             |                |                                                                 |
| Bhe 2/4                                                                                | 1–03        | SLM/BBC                   | 1937        |             | 4           | 4           | → RB           |                                                                 |
| Bhe 2/4                                                                                | 4           | SLM/BBC                   | 1953        |             | 4           | 4           | → RB           |                                                                 |
| BDhe 4/4                                                                               | 5           | SLM/SIG/BBC               | 1964        |             | 1           | 1           | → RB           |                                                                 |
| BDhe 4/4                                                                               | 21–22       | SLM/BBC                   | 1986        |             | 2           | 2           | → RB           |                                                                 |
| Steuerwagen                                                                            |             |                           |             |             |             |             |                |                                                                 |
| Bt                                                                                     | 31–32       | SLM/BBC                   | 1986        |             | 2           | 2           | → RB           |                                                                 |
| Vorstellwagen                                                                          |             |                           |             |             |             |             |                |                                                                 |
| B                                                                                      | 1–02        | SCB                       | 1871        |             | 3           | 2           | → RB           |                                                                 |
| B                                                                                      | 3           | SCB                       | 1871        | 0           | 3           | 1949        | Umbau          |                                                                 |
| B                                                                                      | 4           | SCB                       | 1871        |             | 2           | 0           | 1937           | Umbau zu X 101                                                  |
| B                                                                                      | 5           | SCB                       | 1871        | 0           | 2           | 1938        | Umbau zu Gk 30 |                                                                 |
| B                                                                                      | 6           | SCB                       | 1872        |             | 2           | 0           | 1989           |                                                                 |
| B                                                                                      | 7           | SCB                       | 1872        | 1           | 2           | → RB        |                |                                                                 |
| B                                                                                      | 8           | Waggonfabrik Fribourg     | 1873        |             | 5           | 1           | → RB           |                                                                 |
| B                                                                                      | 9           | Waggonfabrik Fribourg     | 1873        | 0           | 5           | 1963        | Umbau zu Kk 27 |                                                                 |
| B                                                                                      | 10–11       | Waggonfabrik Fribourg     | 1873        | 2           | 5           | → RB        | Salonwagen     |                                                                 |
| B                                                                                      | 12          | Waggonfabrik Fribourg     | 1873        | 0           | 5           | 1964        | Umbau zu Kk 28 |                                                                 |
| B                                                                                      | 14          | VRB                       | 1902        |             | 1           | 1           | → RB           |                                                                 |
| B                                                                                      | 16          | SWS                       | 1925        |             | 1           | 1           | → RB           |                                                                 |
| Traktoren                                                                              |             |                           |             |             |             |             |                |                                                                 |
| Ta ;2/2                                                                                | 1           | Stadler                   | 1982        |             | 1           | 1           | → RB           |                                                                 |
| Dienstwagen/Güterwagen                                                                 |             |                           |             |             |             |             |                |                                                                 |
| X                                                                                      | 101         | SCB                       | 1937        |             | (Um)1       | 1           |                | Fahrleitungsmontagewagen                                        |
| X                                                                                      | 102         | VRB                       | 1931        |             | 1           | 1           |                | Schneepflug                                                     |
| Xrotm2                                                                                 | 1           | Raco/Beilhack/Deutz/(SWS) | 1974        |             | 1           | 1           | → RB           | Schneeschleuder, auf einem ehemaligen SBB-Drehgestell aufgebaut |
| Üb = Übernahme aus fremdem Bestand (Gebrauchtfahrzeug); Um = Umbau aus eigenem Bestand |             |                           |             |             |             |             |                |                                                                 |

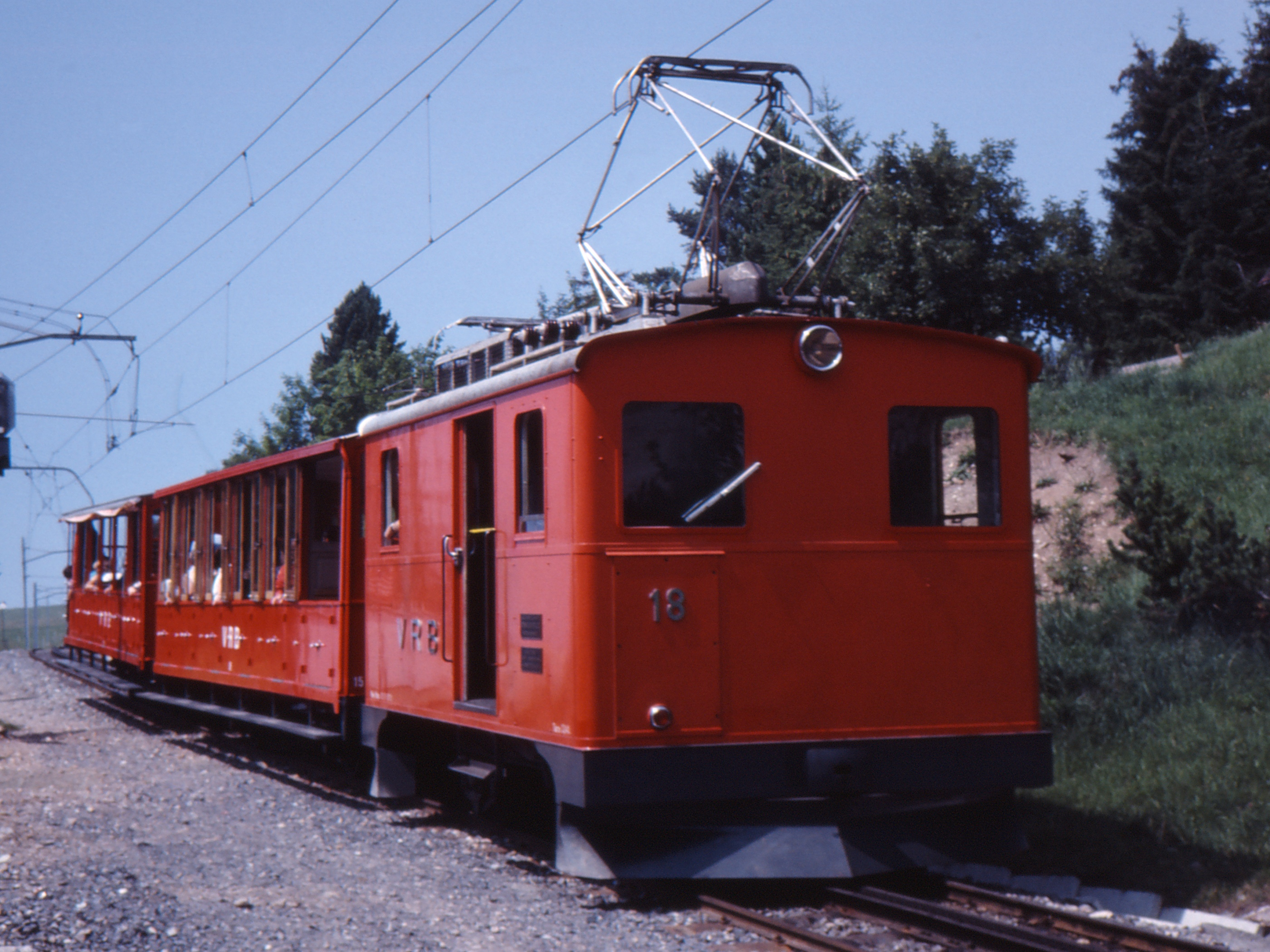
Die einzige Elektrolok, Nummer 18
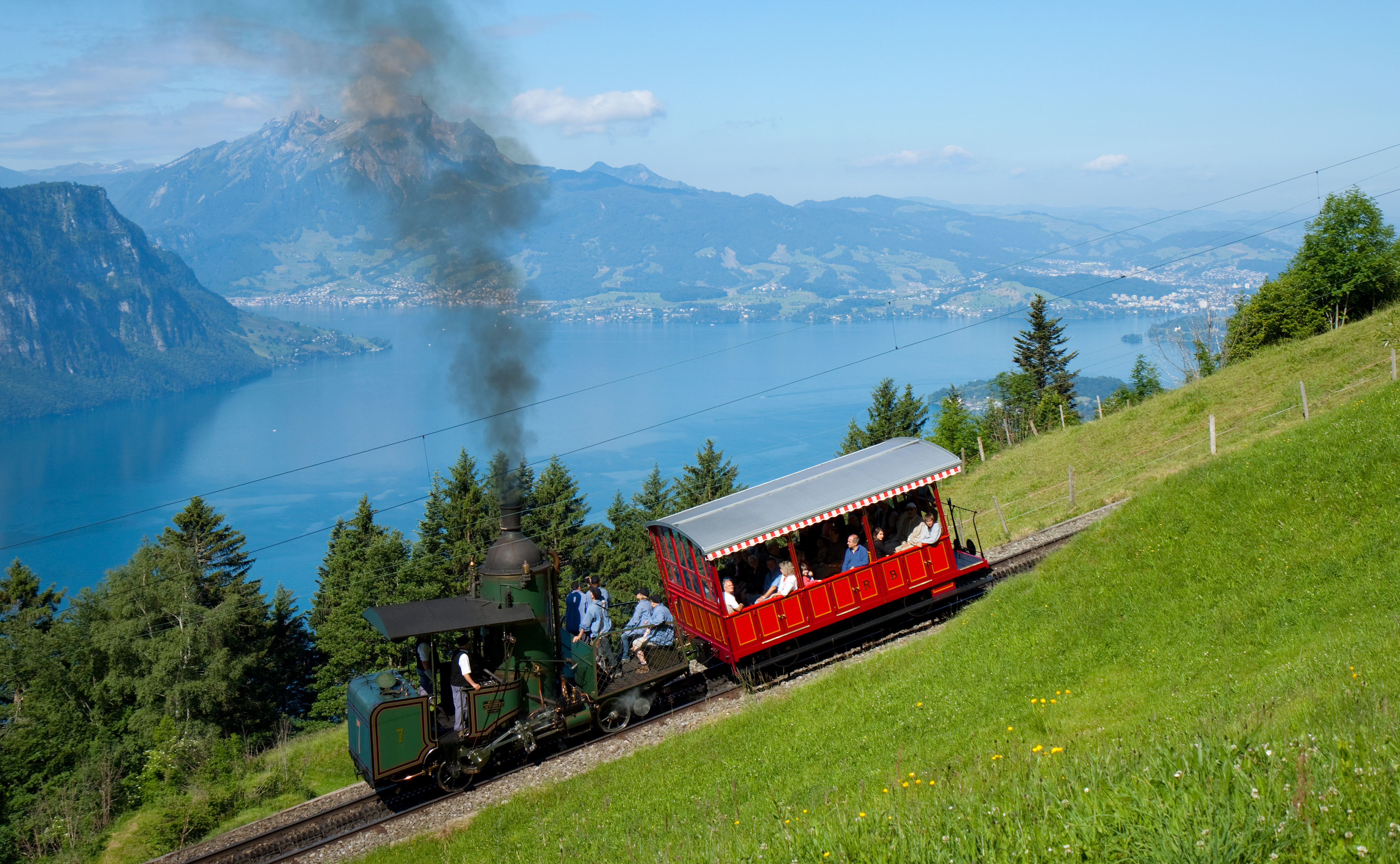
H 1/2 mit Stehkessel aus der Pionierzeit
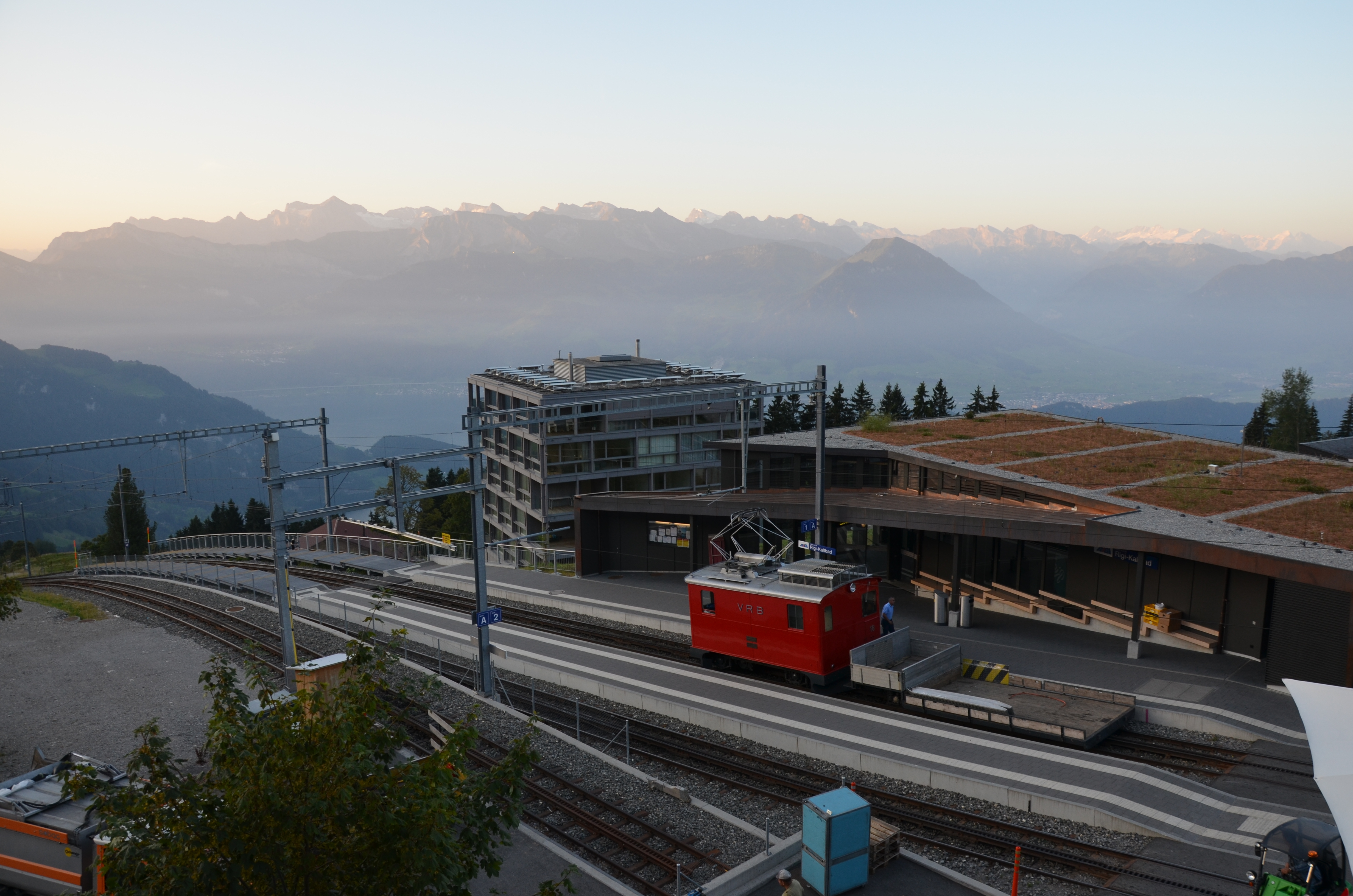
Güterzug in Rigi Kaltbad zum Transport der Grosskehrmaschine
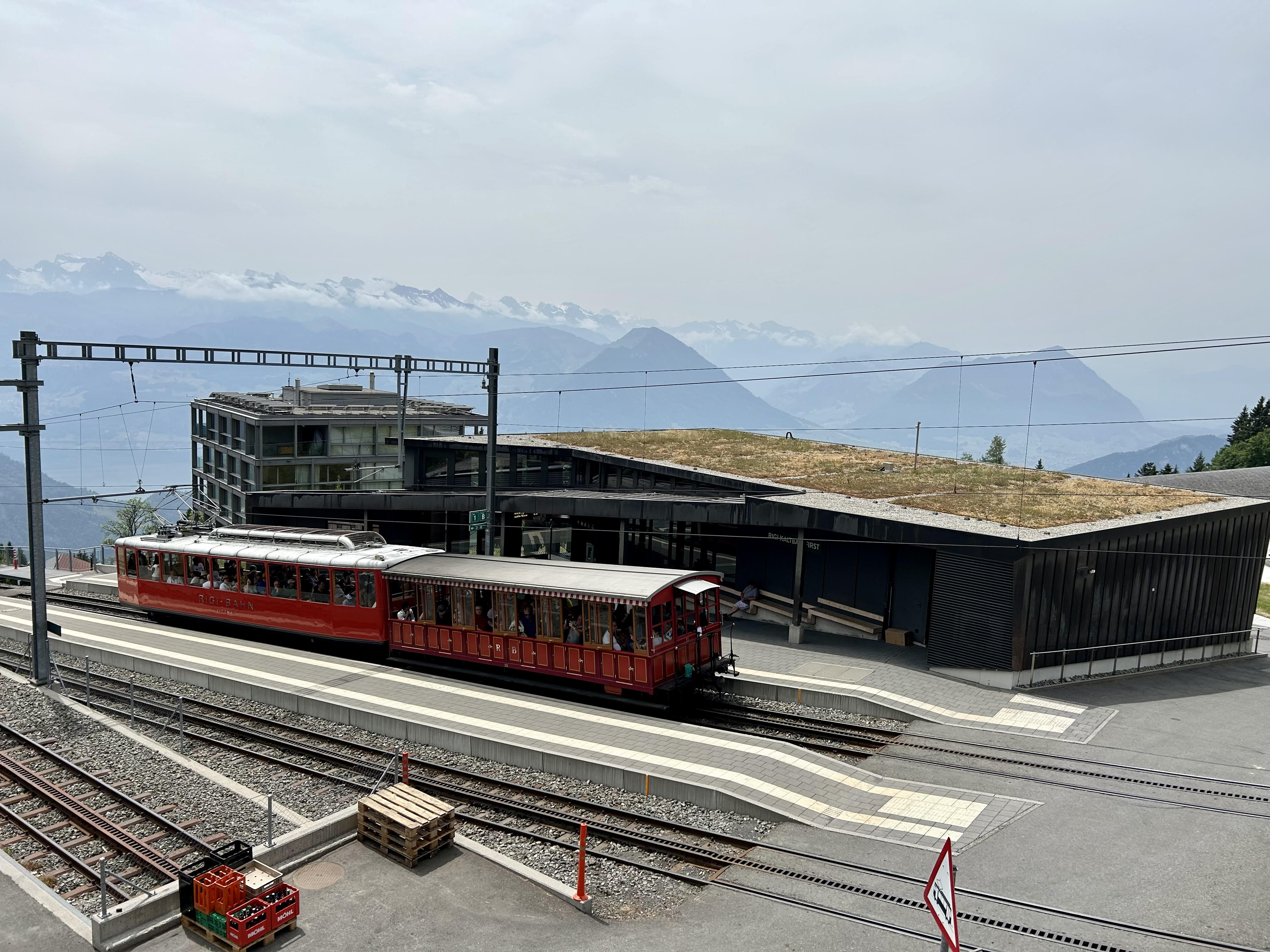
Panoramawagen in Kaltbad
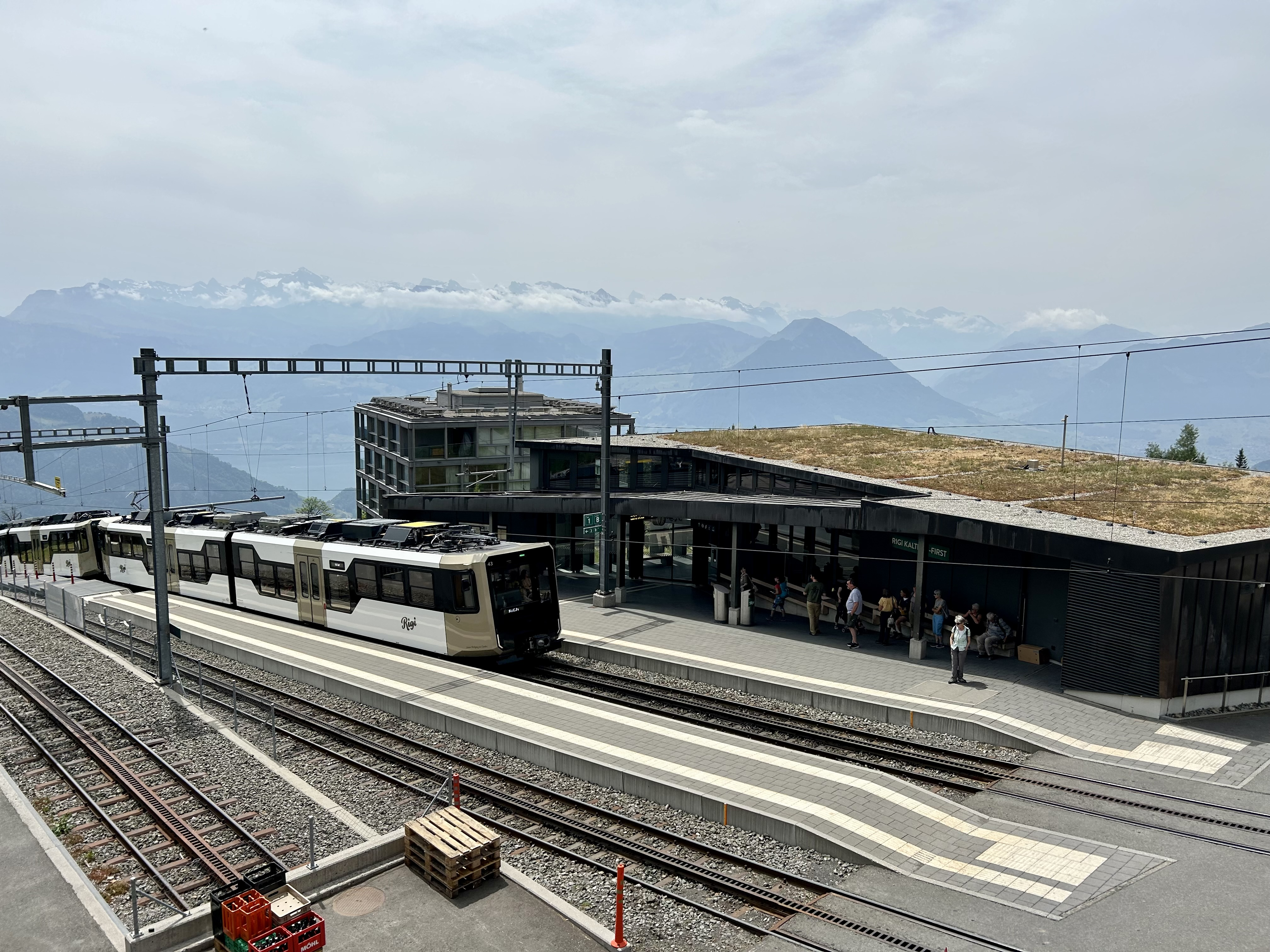
Neuer Zug

### Erläuterungen zum Rollmaterial

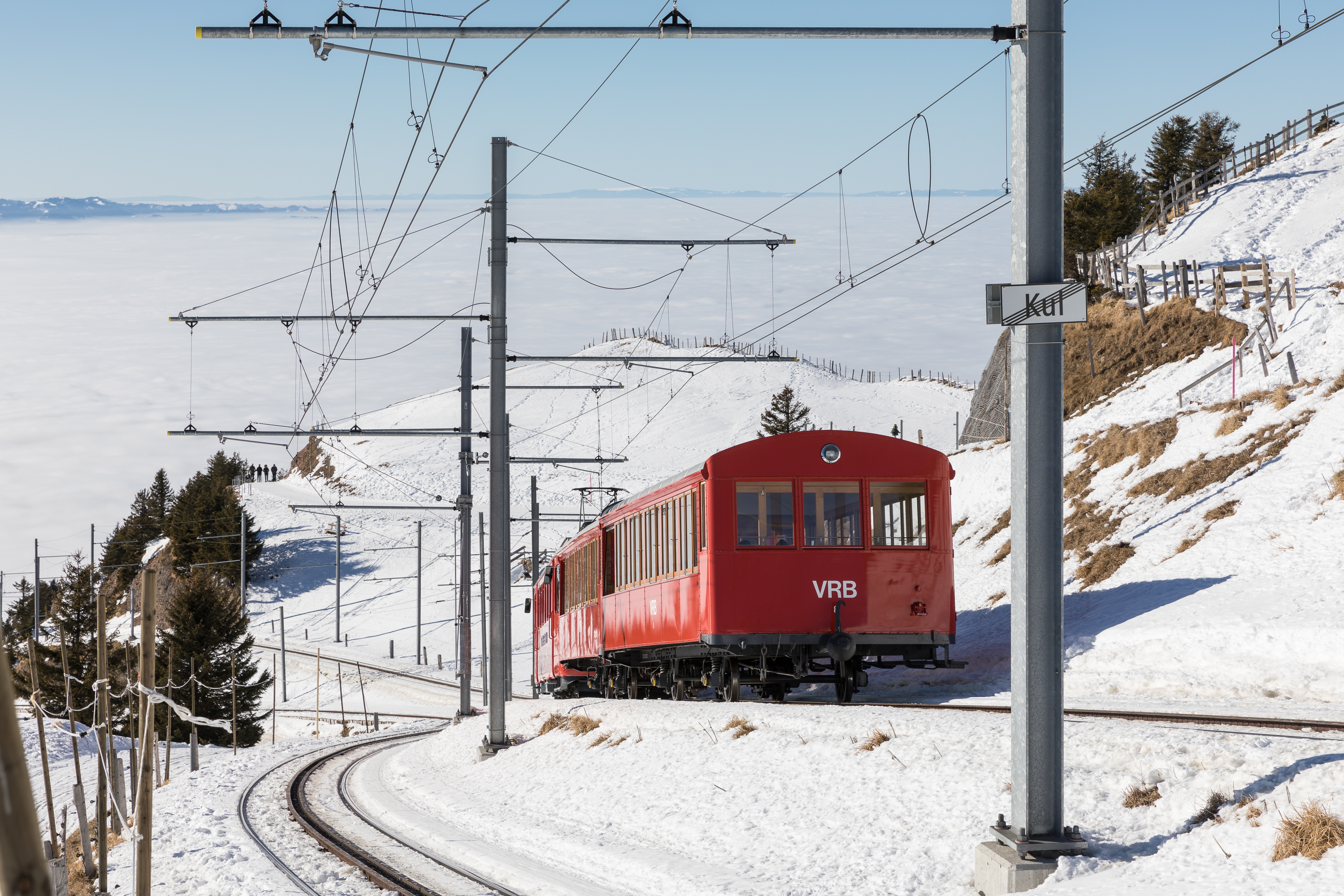
Wagen 8 im Einsatz

Dampflokomotiven H 1/2 1–10
Alle Lokomotiven wurden mit stehenden Kesseln geliefert. Zwischen 1882 und 1892 wurden sie auf liegende Kessel umgebaut.
Die Lok 7 wurde 1938 wieder mit einer Attrappe eines stehenden Kessels ausgestattet und 1939 an der Landesausstellung in Zürich ausgestellt. Ab 1959 stand sie im Verkehrshaus der Schweiz. Zum Rigibahn-Jubiläum im Jahr 1996 wurde sie mit einem neuen Kessel in ebenfalls stehender Bauart wieder betriebsfähig aufgebaut und ist seither zu besonderen Anlässen auf der Rigi zu Gast.
Vorstellwagen 1–3 und 6–7
Zur Eröffnung beschaffte die VRB zu den ersten drei Lokomotiven drei grosse Vorstellwagen, mit jeweils 54 Plätzen. Aufgrund des hohen Andrangs mussten bereits ein Jahr später zwei weitere Wagen nachgeliefert werden. Die Wagen erhielten zum Teil einige Umbauten, so wurden unter anderem die Plätze für die Bremser vom Dach auf eine Plattform verschoben, ein Gepäckabteil eingebaut und zum Teil auch Fenster und Heizungen. Einige Wagen wurden auch angepasst, um als Stosswagen zu fahren, um Züge mit mehreren Vorstellwagen bilden zu können. Der Wagen 7 bekam 1909 einen neuen Kasten mit einer geschlossenen Bremserplattform. Der Wagen 1 wurde 1929 auf gleiche Weise umgebaut. Der Wagen 2 wurde 1993 bei einer Revision als historischer Wagen hergerichtet. Der Wagen 3 wurde 1949 zu einem Güterwagen umgebaut, der Wagen 6 1989 abgebrochen.
Vorstellwagen 4–5
Zu den drei grossen Wagen beschaffte die VRB auch zwei kleine Wagen, welche jeweils 30 Plätze hatten. Mit den Wagen konnte jeweils noch ein Güterwagen mitgeführt werden. Die beiden Wagen wurden 1884 und 1885 zu geschlossenen Wagen umgebaut und bei wenig stark frequentierten Zügen eingesetzt. 1910/11 wurde Wagen 5 verlängert und hatte neu 48 Plätze. Mit der Elektrifizierung wurden die Wagen nicht mehr benötigt, der Wagen 4 wurde zum Fahrleitungsmontagewagen X101 und der Wagen 5 zum gedeckten Güterwagen Gk 30.
Da die Lokomotive 7 mit dem neuen Kessel nicht mehr ihre volle Leistung von 1873 erreicht, war es 1996/97 nicht möglich, auf der 250-‰-Neigung der VRB einen vollbesetzten grossen Personenwagen zu befördern. Für ihren zweiten Einsatz im Jahr 2009 wurde der nur noch selten verwendete Gk 30 in der Werkstätte wieder zu einem Personenwagen umgebaut. Der neuaufgebaute Wagen 5 erhielt bei diesem Wiederaufbau für einen freizügigen Einsatz auf beiden Strecken Türen auf beiden Seiten.
Vorstellwagen 8–12
Mit der Beschaffung der vier SLM-Lokomotiven im Jahr 1873 musste auch der Wagenpark vergrössert werden. Wie bei den Lokomotiven wählte man auch bei den Wagen einen neuen Hersteller. Die fünf neuen Wagen wurden in der kurzlebigen Waggonfabrik Fribourg gebaut. Über die Jahre hinweg durchliefen die Wagen ähnliche Umbauten wie die älteren. Der Wagen 8 wurde wie die Wagen 1 und 7 1928 ebenfalls mit einer geschlossenen Plattform versehen. 1990 entlief der Wagen in der Station Kulm und entgleiste kurz vor Rigi Staffel. Dabei wurde der Kasten komplett zerstört. Er wurde bei der Firma Oswald Steam wieder aufgebaut.
Die Wagen 10 und 11 wurden nach der Ablieferung der neuen Pendelzüge nicht mehr benötigt und 1988 und 1992 zu Belle-Époque-Salonwagen umgebaut. Die restlichen beiden Wagen wurden 1963/64 zu Güterwagen umgebaut.
Vorstellwagen 14
Der Sommerwagen 14 wurde 1901/1902 in der eigenen Werkstätte gebaut. Im Gegensatz zu den anderen Wagen hat er auf der Bremserplattform noch eine Reihe Sitzplätze, welche einen freien Blick auf die Strecke bieten. 2012 wurde er revidiert und in historischen Farben lackiert.
Vorstellwagen 16
Als letzter Vorstellwagen der VRB wurde 1925 der Wagen 16 abgeliefert. Der von der SWS Schlieren gefertigte Wagen basiert auf den modernisierten, geschlossenen Kästen der Wagen 1, 7 und 8. Im Gegensatz zu diesen erhielt er aber eine offene Plattform und keine Fenster. Ein Gepäckabteil ist ebenfalls nicht vorhanden. Bei einer Revision im Jahr 1973 wurden Fenster eingebaut.